# Phorelliosoma hexachaeta
Phorelliosoma hexachaeta är en tvåvingeart som beskrevs av Friedrich Georg Hendel 1914. Phorelliosoma hexachaeta ingår i släktet Phorelliosoma och familjen borrflugor. Inga underarter finns listade i Catalogue of Life.